# エカテリーナ・コシアネンコ
- エカチェリーナ・コシヤネンコ

エカテリーナ・コシアネンコ（ロシア語: Екатерина Вадимовна Косьяненко, ラテン文字転写: Ekaterina Vadimovna kos'yanenko、旧姓・パンコワ、女性、1990年2月2日 - ）は、ロシアのバレーボール選手。エカテリンブルク出身。ロシア代表。

## 来歴
1990年2月2日、エカテリンブルクに生まれる。母親のマリナ・パンコワはバレーボールの元ロシア代表（旧・ソビエト連邦代表）でソウル五輪の金メダリスト。
2007年よりザレチエ・オジンツォボでプレーし、現在に至る。
2013年から本格的にロシア代表で活躍。チームの主将を務め、同年のモントルーバレーマスターズで準優勝、同年9月にドイツで行われた欧州選手権では12年ぶりの金メダルを獲得した。自身もベストセッター賞に選ばれた。
2014年より登録名をエカテリーナ・コシアネンコに変更し、同年のワールドグランプリで銅メダルを獲得した。同年9-10月の世界選手権に初出場した。また、2014-15シーズンから名門ディナモ・モスクワへ移籍した。
2015年のワールドグランプリで銀メダルを獲得した。同年8月のワールドカップに出場した。2016年、リオ五輪に出場した。

## 球歴
- オリンピック - 2016年
- 世界選手権 - 2014年
- ワールドカップ - 2015年
- ワールドグランドチャンピオンズカップ - 2013年、2017年
- ワールドグランプリ - 2013年、2014年、2015年、2016年
- 欧州選手権 - 2013年、2015年、2017年

## 受賞歴
- 2013年 ヨーロッパ選手権 ベストセッター賞
- 2014年 モントルーバレーマスターズ ベストセッター賞

## 所属クラブ
- ザレチエ・オジンツォボ  （2007-2014年）
- ディナモ・モスクワ（2014年-）